# Pfeiffer Big Sur State Park
Der Pfeiffer Big Sur State Park ist ein State Park im Monterey County im US-Bundesstaat Kalifornien. Der Park gilt als eine der Hauptattraktionen des Big Sur.

## Geographie
Der 391 Hektar große Park liegt 41 km südlich von Carmel an der California State Route 1 und drei Kilometer südlich der Ortschaft Big Sur und ist nicht mit dem 19 km südlich gelegenen Julia Pfeiffer Burns State Park zu verwechseln. Der Park erstreckt sich an den Westhängen der Santa Lucia Mountains und wird durch das Flusstal des Big Sur River geprägt, der sich im Park durch Mammutbaumwälder zum acht Kilometer entfernten Pazifik mäandert. Im Wald verborgen liegen die 18 m hohen Pfeiffer Falls.

## Fauna und Flora
Das Flusstal des Big Sur Rivers ist mit Mammutbäumen, Lithocarpus densiflorus und Erdbeerbäumen bewaldet, die Berghänge sind mit Chaparral bewachsen oder bestehen aus offenen Bergwiesen. Im Park leben Maultierhirsche, Westliche Grauhörnchen, Waschbären, Stinktiere und Vögel wie Wasseramseln und Gürtelfischer.

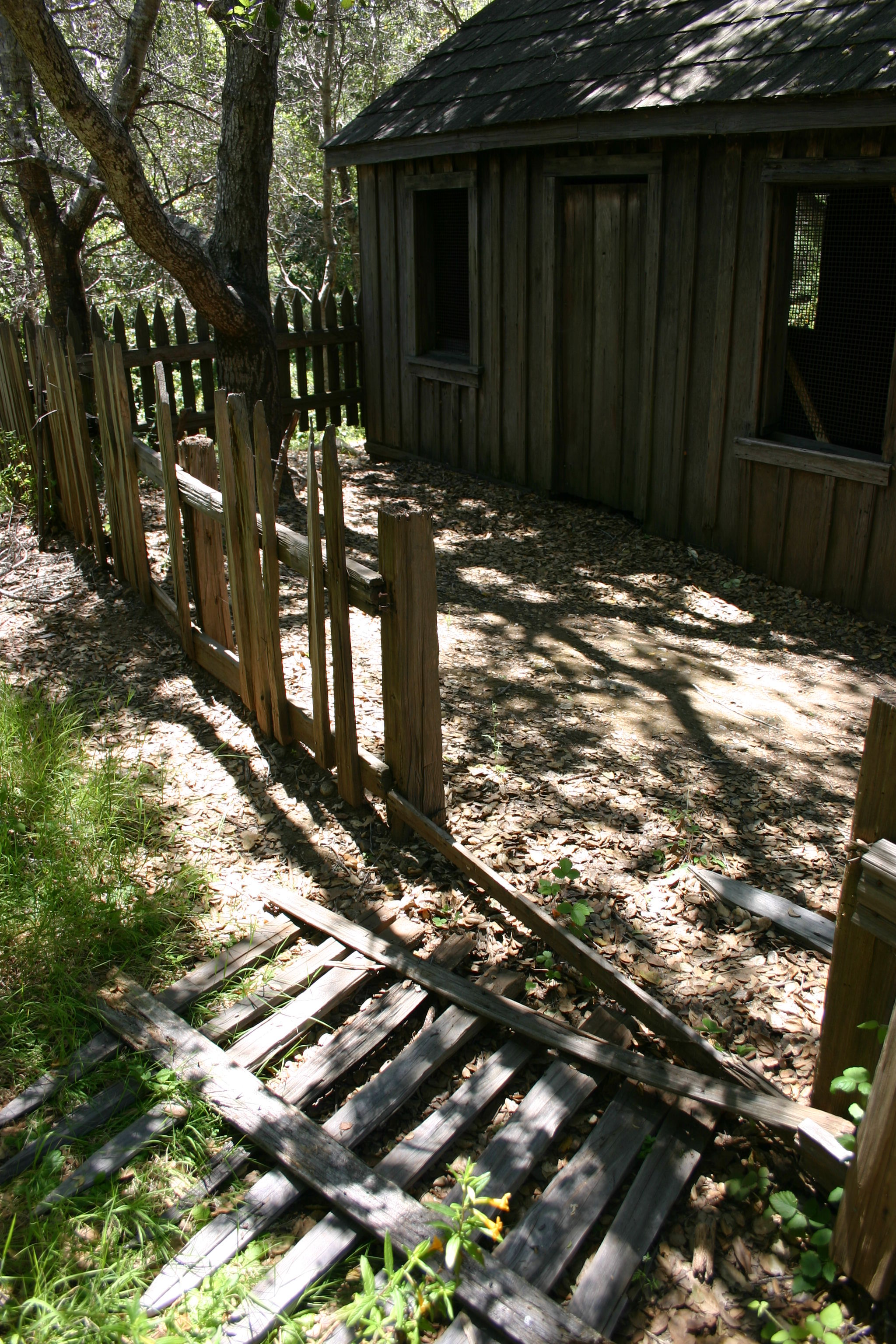
Rekonstruierte Pionierhütte der Familie Pfeiffer

## Geschichte
John und Florence Pfeiffer, nach denen der Park benannt wurde, bewirtschafteten als Farmer der Pionierzeit 64 Hektar bergiges Gelände zwischen dem Sycamore Canyon und dem Big Sur River. 1884 zogen sie in eine Hütte über der Big Sur River Gorge, die heute als „Homestead Cabin“ am Gorge Trail rekonstruiert ist. Bereits 1908 eröffnete die Familie einen Pfeiffer Ranch Resort genannten Gasthof. John Pfeiffer verkaufte bzw. verschenkte sein Farmland 1933 an den Staat, das damit den Kern des State Parks bildet. Das Civilian Conservation Corps errichtete in den 1930er Jahren die rustikale Lodge und andere Parkeinrichtungen.
2008 wurden Teile des Parks durch das Basin Complex Fire zerstört.
2013 nutzte Sean Parker den Park teils widerrechtlich im Rahmen seiner 10-Millionen-Dollar Hochzeit.

## Touristische Einrichtungen
Im Park befinden sich ein Campingplatz mit 218 Stellplätzen, die teilweise entlang des Big Sur Rivers liegen, sowie die Big Sur Lodge mit 61 Zimmern. Durch den Park führen zahlreiche Wanderwege.